# Gran Premio de Gran Bretaña de Motociclismo de 2012
El Gran Premio de Gran Bretaña de Motociclismo de 2012 (oficialmente Hertz British Grand Prix) fue la sexta prueba del Campeonato del Mundo de Motociclismo de 2012.  Tuvo lugar en el fin de semana del 15 al 17 de junio de 2012 en el Circuito de Silverstone, situado entre las localidades de Northamptonshire y Buckinghamshire, Gran Bretaña.
La carrera de MotoGP fue ganada por Jorge Lorenzo, seguido de Casey Stoner y Dani Pedrosa. Pol Espargaró fue el ganador de la prueba de Moto2, por delante de Scott Redding y Marc Márquez. La carrera de Moto3 fue ganada por Maverick Viñales, Luis Salom fue segundo y Sandro Cortese tercero.

## Resultados

### Resultados MotoGP
| Pos.    | N.º | Corredor         | Marca        | Vueltas | Tiempo    | Parrilla | Puntos |
| ------- | --- | ---------------- | ------------ | ------- | --------- | -------- | ------ |
| 1       | 99  | Jorge Lorenzo    | Yamaha       | 20      | 41:16.429 | 4        | 25     |
| 2       | 1   | Casey Stoner     | Honda        | 20      | +3.313    | 3        | 20     |
| 3       | 26  | Dani Pedrosa     | Honda        | 20      | +3.599    | 5        | 16     |
| 4       | 19  | Álvaro Bautista  | Honda        | 20      | +5.196    | 1        | 13     |
| 5       | 11  | Ben Spies        | Yamaha       | 20      | +11.531   | 2        | 11     |
| 6       | 35  | Cal Crutchlow    | Yamaha       | 20      | +15.112   | 20       | 10     |
| 7       | 69  | Nicky Hayden     | Ducati       | 20      | +15.527   | 7        | 9      |
| 8       | 6   | Stefan Bradl     | Honda        | 20      | +22.521   | 9        | 8      |
| 9       | 46  | Valentino Rossi  | Ducati       | 20      | +36.138   | 10       | 7      |
| 10      | 8   | Héctor Barberá   | Ducati       | 20      | +41.328   | 6        | 6      |
| 11      | 41  | Aleix Espargaró  | ART-Aprilia  | 20      | +1:03.157 | 11       | 5      |
| 12      | 14  | Randy de Puniet  | ART-Aprilia  | 20      | +1:03.443 | 12       | 4      |
| 13      | 51  | Michele Pirro    | FTR-Honda    | 20      | +1:07.290 | 14       | 3      |
| 14      | 77  | James Ellison    | ART-Aprilia  | 20      | +1:14.782 | 17       | 2      |
| 15      | 68  | Yonny Hernández  | BQR-Kawasaki | 20      | +1:15.108 | 13       | 1      |
| 16      | 5   | Colin Edwards    | Suter-BMW    | 20      | +1:29.899 | 15       |        |
| 17      | 9   | Danilo Petrucci  | Ioda-Aprilia | 20      | +1:40.302 | 18       |        |
| 18      | 22  | Iván Silva       | BQR-Kawasaki | 20      | +1:52.099 | 19       |        |
| 19      | 4   | Andrea Dovizioso | Yamaha       | 19      | +1 Vuelta | 8        |        |
| Ret     | 54  | Mattia Pasini    | ART-Aprilia  | 14      | Retirado  | 16       |        |
| WD      | 17  | Karel Abraham    | Ducati       |         | Lesionado |          |        |
| Fuente: |     |                  |              |         |           |          |        |

### Resultados Moto2
| Pos     | N.º | Corredor             | Marca       | Vueltas | Tiempo    | Parrilla | Puntos |
| ------- | --- | -------------------- | ----------- | ------- | --------- | -------- | ------ |
| 1       | 40  | Pol Espargaró        | Kalex       | 18      | 38:29.792 | 1        | 25     |
| 2       | 45  | Scott Redding        | Kalex       | 18      | +1.462    | 3        | 20     |
| 3       | 93  | Marc Márquez         | Suter       | 18      | +1.521    | 5        | 16     |
| 4       | 29  | Andrea Iannone       | Speed Up    | 18      | +2.851    | 2        | 13     |
| 5       | 3   | Simone Corsi         | FTR         | 18      | +3.803    | 10       | 11     |
| 6       | 71  | Claudio Corti        | Kalex       | 18      | +7.109    | 6        | 10     |
| 7       | 38  | Bradley Smith        | Tech 3      | 18      | +7.627    | 4        | 9      |
| 8       | 12  | Thomas Lüthi         | Suter       | 18      | +7.669    | 7        | 8      |
| 9       | 77  | Dominique Aegerter   | Suter       | 18      | +15.847   | 11       | 7      |
| 10      | 36  | Mika Kallio          | Kalex       | 18      | +20.179   | 18       | 6      |
| 11      | 15  | Alex de Angelis      | Suter       | 18      | +20.450   | 9        | 5      |
| 12      | 24  | Toni Elías           | Suter       | 18      | +23.017   | 22       | 4      |
| 13      | 80  | Esteve Rabat         | Kalex       | 18      | +23.155   | 20       | 3      |
| 14      | 4   | Randy Krummenacher   | Kalex       | 18      | +23.236   | 12       | 2      |
| 15      | 14  | Ratthapark Wilairot  | Suter       | 18      | +24.507   | 19       | 1      |
| 16      | 44  | Roberto Rolfo        | Suter       | 18      | +26.418   | 13       |        |
| 17      | 76  | Max Neukirchner      | Kalex       | 18      | +28.043   | 16       |        |
| 18      | 63  | Mike Di Meglio       | Speed Up    | 18      | +28.365   | 15       |        |
| 19      | 30  | Takaaki Nakagami     | Kalex       | 18      | +28.577   | 17       |        |
| 20      | 18  | Nicolás Terol        | Suter       | 18      | +36.100   | 27       |        |
| 21      | 19  | Xavier Siméon        | Tech 3      | 18      | +39.473   | 24       |        |
| 22      | 60  | Julián Simón         | Suter       | 18      | +39.718   | 26       |        |
| 23      | 88  | Ricard Cardús        | AJR         | 18      | +39.995   | 25       |        |
| 24      | 8   | Gino Rea             | Suter       | 18      | +40.493   | 14       |        |
| 25      | 72  | Yuki Takahashi       | Suter       | 18      | +41.470   | 28       |        |
| 26      | 47  | Ángel Rodríguez      | Bimota      | 18      | +1:02.611 | 23       |        |
| 27      | 95  | Anthony West         | Moriwaki    | 18      | +1:05.324 | 30       |        |
| 28      | 7   | Alexander Lundh      | MZ-RE Honda | 18      | +1:08.938 | 29       |        |
| 29      | 10  | Marco Colandrea      | FTR         | 18      | +1:34.995 | 31       |        |
| 30      | 22  | Alessandro Andreozzi | FTR         | 18      | +1:42.775 | 32       |        |
| 31      | 82  | Elena Rosell         | Moriwaki    | 18      | +1:44.102 | 34       |        |
| 32      | 57  | Eric Granado         | Motobi      | 18      | +1:58.051 | 33       |        |
| Ret     | 49  | Axel Pons            | Kalex       | 7       | Caída     | 21       |        |
| Ret     | 5   | Johann Zarco         | Motobi      | 1       | Retirado  | 8        |        |
| Fuente: |     |                      |             |         |           |          |        |

### Resultados Moto3
| Pos     | N.º | Corredor            | Marca       | Vueltas | Tiempo     | Parrilla | Puntos |
| ------- | --- | ------------------- | ----------- | ------- | ---------- | -------- | ------ |
| 1       | 25  | Maverick Viñales    | FTR-Honda   | 17      | 38:55.210  | 1        | 25     |
| 2       | 39  | Luis Salom          | Kalex-KTM   | 17      | +0.933     | 6        | 20     |
| 3       | 11  | Sandro Cortese      | KTM         | 17      | +1.023     | 4        | 16     |
| 4       | 10  | Alexis Masbou       | Honda       | 17      | +8.100     | 3        | 13     |
| 5       | 7   | Efrén Vázquez       | FTR-Honda   | 17      | +8.414     | 2        | 11     |
| 6       | 52  | Danny Kent          | KTM         | 17      | +8.637     | 5        | 10     |
| 7       | 5   | Romano Fenati       | FTR-Honda   | 17      | +8.940     | 9        | 9      |
| 8       | 61  | Arthur Sissis       | KTM         | 17      | +9.046     | 15       | 8      |
| 9       | 63  | Zulfahmi Khairuddin | KTM         | 17      | +9.208     | 8        | 7      |
| 10      | 44  | Miguel Oliveira     | Suter-Honda | 17      | +15.613    | 11       | 6      |
| 11      | 84  | Jakub Kornfeil      | FTR-Honda   | 17      | +20.397    | 14       | 5      |
| 12      | 55  | Héctor Faubel       | Kalex-KTM   | 17      | +20.559    | 23       | 4      |
| 13      | 27  | Niccolò Antonelli   | FTR-Honda   | 17      | +21.369    | 13       | 3      |
| 14      | 31  | Niklas Ajo          | KTM         | 17      | +27.526    | 18       | 2      |
| 15      | 23  | Alberto Moncayo     | Kalex-KTM   | 17      | +27.708    | 16       | 1      |
| 16      | 19  | Alessandro Tonucci  | FTR-Honda   | 17      | +28.032    | 12       |        |
| 17      | 41  | Brad Binder         | Kalex-KTM   | 17      | +35.001    | 26       |        |
| 18      | 53  | Jasper Iwema        | FGR-Honda   | 17      | +55.456    | 22       |        |
| 19      | 9   | Toni Finsterbusch   | Honda       | 17      | +55.559    | 27       |        |
| 20      | 15  | Simone Grotzkyj     | Suter-Honda | 17      | +55.829    | 25       |        |
| 21      | 89  | Alan Techer         | TSR-Honda   | 17      | +56.230    | 17       |        |
| 22      | 21  | Iván Moreno         | FTR-Honda   | 17      | +56.385    | 34       |        |
| 23      | 32  | Isaac Viñales       | FTR-Honda   | 17      | +1:05.383  | 28       |        |
| 24      | 51  | Kenta Fujii         | TSR-Honda   | 17      | +1:11.283  | 30       |        |
| 25      | 3   | Luigi Morciano      | Ioda        | 17      | +1:18.155  | 31       |        |
| 26      | 77  | Marcel Schrötter    | Mahindra    | 16      | +1 Vuelta  | 35       |        |
| 27      | 30  | Giulian Pedone      | Suter-Honda | 16      | +1 Vuelta  | 32       |        |
| 28      | 17  | John McPhee         | KRP-Honda   | 15      | +2 Vueltas | 29       |        |
| Ret     | 96  | Louis Rossi         | FTR-Honda   | 16      | Retirado   | 7        |        |
| Ret     | 79  | Fraser Rogers       | KRP-Honda   | 14      | Retirado   | 33       |        |
| Ret     | 99  | Danny Webb          | Mahindra    | 11      | Retirado   | 21       |        |
| Ret     | 26  | Adrián Martín       | FTR-Honda   | 8       | Retirado   | 20       |        |
| Ret     | 94  | Jonas Folger        | Ioda        | 4       | Retirado   | 19       |        |
| Ret     | 42  | Álex Rins           | Suter-Honda | 1       | Retirado   | 10       |        |
| Ret     | 8   | Jack Miller         | Honda       | 0       | Retirado   | 24       |        |
| Fuente: |     |                     |             |         |            |          |        |